# فيكتور أيالا
فيكتور هوغو أيالا نونييز (بالإسبانية: Víctor Ayala)‏ (المولود 1 يناير 1988) لاعب كرة قدم براغوياني يلعب حاليا في نادي برشلونة جواياكويل الإكوادوري ومنتخب باراغواي.
لعب سابقاً في نادي النصر السعودي.

## مسيرته الكروية
لعب فيكتور أيالا خلال مسيرته الاحترافية مع 5 أندية في خمسة عشر موسمًا وسجل خلالها 30 هدف ضمن 286 مباراة. ولم يفز بأي موسم بالكأس وفاز في خمسة مواسم بالدوري.
خاض فيكتور أيالا مسيرته مع نادي ليبرتاد في موسم 2007 ليلعب معه ستة مواسم، مشاركًا في 103 مباراة سجل خلالها 4 أهداف. ثم انتقل إلى نادي لانوس في موسم 2012–13 ليلعب معه خمسة مواسم، حيث شارك في 122 مباراة سجل خلالها 17 هدفًا. لينتقل بعدها إلى نادي النصر في موسم 2016–17 لمدة موسم واحد، مشاركًا في 20 مباراة سجل خلالها 6 أهداف. ثم انتقل إلى نادي برشلونة ما بين عامي 2018 و2019 لمدة موسم واحد، مشاركًا في 7 مباريات ولم يسجل أي هدف. هذا وانتقل لاحقًا إلى نادي جيمناسيا لابلاتا في موسم 2018–19 ولمدة موسمين، مشاركًا في 34 مباراة سجل خلالها 3 أهداف.

## روابط خارجية
- فيكتور أيالا على موقع قاعدة بيانات كرة القدم.إي يو (الإنجليزية)
- فيكتور أيالا على موقع قاعدة بيانات كرة القدم.إي يو (الإنجليزية)
- فيكتور أيالا على موقع ناشيونال فوتبول تيمز (الإنجليزية)
- فيكتور أيالا على موقع Soccerway.com (الإنجليزية)
- فيكتور أيالا على موقع AS.com (الإسبانية)